# 堯肯山
46°42′7″N 13°4′35″E / 46.70194°N 13.07639°E

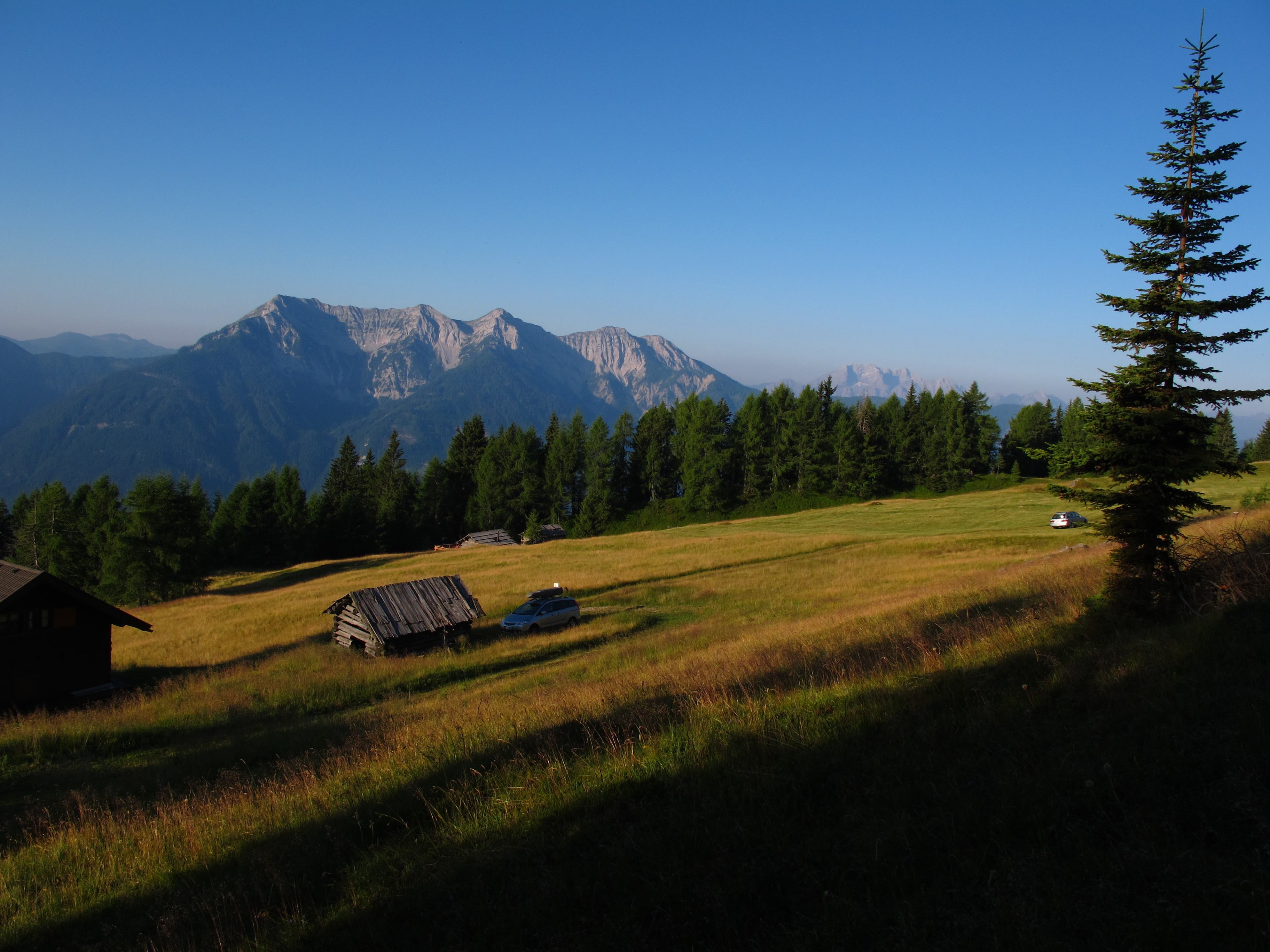

堯肯山（德語：Jauken），是奧地利的山峰，位於該國南部，由克恩頓州負責管轄，屬於蓋爾塔爾阿爾卑斯山脈的一部分，距離賴斯科費爾山5.4公里，海拔高度2,276米。